# Alaeddine Yahia
Alaeddine Yahia (Colombes, Francia, 26 de septiembre de 1981) es un exfutbolista tunecino aunque francés de nacimiento. Se desempeñaba como defensa y su último equipo fue el Association Sportive Nancy-Lorraine.

## Clubes
| Club                                | País       | Año         |
| ----------------------------------- | ---------- | ----------- |
| CS Louhans-Cuiseaux                 | Francia    | 2000 - 2001 |
| EA Guingamp                         | Francia    | 2001 - 2004 |
| Southampton FC                      | Inglaterra | 2004 - 2005 |
| AS Saint-Étienne                    | Francia    | 2005 - 2006 |
| CS Sedan                            | Francia    | 2006 - 2008 |
| OGC Niza                            | Francia    | 2008        |
| RC Lens                             | Francia    | 2008 - 2014 |
| SM Caen                             | Francia    | 2014 - 2017 |
| Association Sportive Nancy-Lorraine | Francia    | 2017 - 2018 |

- Datos: Q726639
- Multimedia: Alaeddine Yahia / Q726639